# Miloš Ninković
Miloš Ninković (Servisch: Милош Нинковић) (Belgrado, 25 december 1984) is een Servisch voormalig voetballer die doorgaans speelde als middenvelder. Tussen 2002 en 2024 was hij actief voor Čukarički, Dynamo Kiev, Évian TG, Rode Ster Belgrado, opnieuw Évian TG, Sydney FC en Western Sydney Wanderers. Ninković maakte in 2009 zijn debuut in het Servisch voetbalelftal en kwam tot achtentwintig interlandoptredens.

## Clubcarrière
Ninković speelde in de eerste seizoenen van zijn carrière in dienst van Čukarički. Na zijn reeks goede wedstrijden voor die club, koos hij voor een buitenlandse avontuur bij Dynamo Kiev. Daar werd hij al snel een basisspeler en met hen won hij de Premjer Liha. In december 2012 werd bekendgemaakt dat zijn in de zomer van 2013 aflopende contract niet verlengd zou worden. Daarop werd hij voor de duur van een half jaar verhuurd aan Évian TG. Aldaar maakte hij het seizoen af. Na het aflopen van zijn contract tekende Ninković op 4 juli 2013 een eenjarig contract bij Rode Ster Belgrado, dat al langer interesse had in de diensten van de aanvallende middenvelder. Na dat jaar keerde hij terug naar Évian. Opnieuw bleef hij een jaar bij zijn club, want hierna verkaste de middenvelder naar Sydney FC. In mei 2017 verlengde Ninković zijn verbintenis bij de club tot medio 2018. Een jaar later werden daar nogmaals twee seizoenen aan toegevoegd. In de zomer van 2022 verhuisde de middenvelder naar stadsgenoot Western Sydney Wanderers. Ninković besloot in de zomer van 2024 op negenendertigjarige leeftijd een punt te zetten achter zijn actieve loopbaan.

## Interlandcarrière
Zijn eerste wedstrijd in het Servisch voetbalelftal speelde Ninković op 1 april 2009, toen hij tegen Zweden (2–0 winst) in de rust mocht invallen van bondscoach Radomir Antić. Diezelfde Antić selecteerde Ninković ook voor het Servische avontuur tijdens het WK 2010. In de groepswedstrijd tegen Ghana begon de middenvelder nog op de bank, maar tegen Duitsland en Australië kwam hij wel in actie.

## Erelijst
| Competitie         | Aantal      | Jaren                     |             |             |
| Dynamo Kiev        | Dynamo Kiev | Dynamo Kiev               | Dynamo Kiev | Dynamo Kiev |
| ------------------ | ----------- | ------------------------- | ----------- | ----------- |
| Premjer Liha       | 1           | 2008/09                   |             |             |
| Supercup           | 3           | 2007/08, 2009/10, 2011/12 |             |             |
| Rode Ster Belgrado |             |                           |             |             |
| Superliga          | 1           | 2013/14                   |             |             |
| Sydney FC          |             |                           |             |             |
| A-League           | 3           | 2016/17, 2018/19, 2019/20 |             |             |